# Bebeto
José Roberto Gama de Oliveira, được biết đến với tên Bebeto, (sinh ngày 16 tháng 2 năm 1964) là một cựu cầu thủ bóng đá người Brasil, người đã giành chức vô địch World Cup 1994 cùng đội tuyển Brasil.
Biệt danh Bebeto, theo ông giải thích là do mọi người đặt cho khi còn nhỏ, lúc đầu họ gọi ông là Beto, đến khi ông trở thành người ghi nhiều bàn thắng nhất trong những trận đấu ngoài phố với các bạn, ông mới có biệt hiệu Bebeto và biệt hiệu này trở nên thân thuộc và yêu mến của mọi người.
Bebeto bắt đầu vào nghề năm 1983 với Câu lạc bộ Vitória và sau đó chơi cho các câu lạc bộ Flamengo, Vasco da Gama và Botafogo ở Brasil, các câu lạc bộ Deportivo La Coruña và Sevilla ở Tây Ban Nha, câu lạc bộ Toros Neza ở México, Kashima Antlers ở Nhật Bản, và Al Ittihad ở Ả Rập Xê Út. Bebeto nghỉ hưu năm 2002.
Từ khi bắt đầu được khoác áo cho đội tuyển quốc gia vào năm 1985 trong trận Brasil gặp Peru đến hết World Cup 1998, Bebeto đã có 42 bàn thắng. Ông đã chơi trong 3 giải bóng đá thế giới: 1990, 1994, và 1998. Năm 1994, ông là cầu thủ xuất sắc nhất của vòng thi đấu. Năm 1999, tạp chí FIFA đã chọn ra 6 gương mặt cầu thủ được khán giả mến mộ nhất, mỗi châu lục có một đại diện duy nhất và chính Bebeto là người đại diện cho Nam Mỹ